# Udara laetitia
Udara laetitia är en fjärilsart som beskrevs av John Nevill Eliot och Kawazoé 1983. Udara laetitia ingår i släktet Udara och familjen juvelvingar. Inga underarter finns listade i Catalogue of Life.